# Hôpital Saint-Jacques (Gallargues-le-Montueux)
Pour les articles homonymes, voir Hôpital Saint-Jacques.
L'hôpital Saint-Jacques est une maison située à Gallargues-le-Montueux et faisant l’objet d’une inscription au titre des monuments historiques en 2001.